# Jesús Reyna García
José Jesús Reyna García (Huetamo, Michoacán, 22 de febrero de 1952) es un político mexicano, miembro del Partido Revolucionario Institucional, ha sido en dos ocasiones diputado federal y fue gobernador interino del Estado de Michoacán.
Es abogado egresado de la Universidad Michoacana de San Nicolás de Hidalgo, inició su carrera política como secretario Particular del Gobernador de Michoacán Carlos Torres Manzo de 1974 a 1978, y de ese año a 1980 fue Subprocurador General de Justicia del estado, posteriormente ocupó cargos en el Instituto de Estudios Políticos, Económicos y Sociales del PRI, en la Secretaría de Agricultura y Recursos Hidráulicos y en la Compañía Nacional de Subsistencias Populares (CONASUPO).
En 1992 el gobernador de Michoacán Ausencio Chávez Hernández lo nombró procurador general de
Justicia del estado, y en 1994 secretario general de Gobierno hasta 1996. De 1996 a 1997 fue coordinador de asesores del oficial mayor de la Secretaría de Gobernación y de 1997 a 2000 director general adjunto de Gobierno de la misma secretaría.
En 2000 fue elegido diputado federal por el XI Distrito Electoral Federal de Michoacán a la LVIII Legislatura hasta 2003, en ese mismo periodo se desempeñó como presidente estatal del PRI en Michoacán, y en 2004 fue elegido diputado al Congreso de Michoacán, y en 2006 fue por segunda ocasión electo diputado federal plurinominal a la LX Legislatura.
Fue aspirantes del PRI a la gubernatura de Michoacán en las Elecciones de 2007, y voces al interior de su partido lo señalan como el favorito para obtener la candidatura, hecho que acentúa aún más su solicitud de licencia como diputados a partir del 7 de julio de 2007. Finalmente el 7 de julio se confirmó su postulación como candidato de unidad del PRI a Gobernador del Estado.
En la elección del 11 de noviembre obtuvo un total de 353,676 votos que significan un 24.30% de los sufragios emitidos, quedando en tercer lugar de las preferencias electorales tras Leonel Godoy Rangel y Salvador López Orduña, el mismo día de la elección reconoció los resultados.
El 16 de noviembre de 2007 se reincorporó formalmente como diputado Federal, durante la licencia su cargo fue ocupado por su suplente, José Luis Cerrillo Garnica.
El 15 de febrero de 2012 fue nombrado secretario general de gobierno del estado Michoacán.
En abril de 2013 el Congreso lo eligió como Gobernador interino de Michoacán y permaneció en el cargo hasta el 22 de octubre de ese mismo año.
Tras su interinato en la gubernatura regresó como titular a la Secretaría de Gobierno y permaneció en ella hasta el 4 de abril de 2014 cuando detenido y arraigado por la Procuraduría General de la República acusado de proteger al cártel de los Caballeros Templarios.
Permaneció detenido, sin juicio, ni sentencia durante 4 años y 8 meses hasta que la PGR se desistió de las acusaciones en diciembre de 2018, en virtud de que nunca se pudo acreditar su culpabilidad.
Hoy vive en Morelia, Michoacán y está dedicado a su actividad profesional como abogado.